# ボスニア・ヘルツェゴビナ社会主義共和国

ボスニア・ヘルツェゴビナ社会主義共和国
Socijalistička Republika Bosna i Hercegovina (セルボ・クロアチア語)
Социјалистичка Pепублика Босна и Херцеговина (セルボ・クロアチア語)

SFRユーゴスラビアにおけるSRボスニア・ヘルツェゴビナの位置

ボスニア・ヘルツェゴビナ社会主義共和国（ボスニア・ヘルツェゴビナしゃかいしゅぎきょうわこく、セルビア・クロアチア語:Socijalistička Republika Bosna i Hercegovina/Социјалистичка Pепублика Босна и Херцеговина）は、ユーゴスラビア社会主義連邦共和国の構成国である。この国家は、現在のボスニア・ヘルツェゴビナの前身である。その歴史はムルコニチ・グラード（Mrkonjić Grad）で反ファシスト・パルチザンによるボスニア・ヘルツェゴビナ人民解放国家反ファシスト委員会の会合が開かれた1943年11月25日よりはじまる。1990年に共産党による一党支配が終わり、民主化されたことによってボスニア・ヘルツェゴビナ共和国となり、更に1992年にユーゴスラビアから独立してボスニア・ヘルツェゴビナとなった。
首都はサラエヴォであり、独立後もボスニアの首都となっている。

## 首脳

### 元首
- ボスニア・ヘルツェゴビナ人民解放国家反ファシスト委員会の議長
  - ヴォイスラヴ・コツマノツィッチ（Vojislav Kecmanović（1943年11月25日 - 1945年4月26日）
- 人民会議幹部会議長
  - ヴォイスラヴ・コツマノヴィッチ（Vojislav Kecmanović、1945年4月26日 - 1946年11月）
  - ジュロ・プツァル（Đuro Pucar、1946年11月 - 1948年9月）
  - ヴラド・セグルト（Vlado Segrt、1948年9月 - 1953年4月）
- 人民会議議長
  - ジュロ・プツァル（Đuro Pucar、1953年12月 - 1963年6月）
  - ラトミル・ドゥゴニッチ（Ratomir Dugonjić、1963年6月 - 1967年）
  - ジェマル・ビイェディッチ（Džemal Bijedić、1967年 - 1971年）
  - ハムディヤ・ポズデラツ（Hamdija Pozderac、1971年 -  1974年5月）
- 大統領評議会議長
  - ラトミル・ドゥゴニッチ（Ratomir Dugonjić、1974年5月 - 1978年4月）
  - ライフ・ディズダレヴィッチ（Raif Dizdarević、1978年4月 - 1982年4月）
  - ブランコ・ミクリッチ（Branko Mikulić、1982年4月 - 1984年4月26日）
  - ミランコ・レノヴィツァ（Milanko Renovica、1984年4月26日 - 1985年4月26日）
  - ムニル・ミシホヴィッチ（Munir Mesihović、1985年4月26日 - 1987年4月）
  - マト・アンドリッチ（Mato Andrić、1987年4月 - 1988年4月）
  - ニコラ・フィリポヴィッチ（Nikola Filipović、1988年4月 - 1989年4月）
  - オブラド・ピリャク（Obrad Piljak、1989年4月 - 1990年12月20日）

### 首相
- ボスニア・ヘルツェゴビナ大臣（ユーゴスラビア政府の閣僚）
  - ドロリュブ・チョラコヴィッチ（Rodoljub Čolaković、1945年3月7日 - 1945年4月27日）
- 首相
  - ロドリュブ・チョラコヴィッチ（Rodoljub Čolaković、1945年4月27日 - 1948年9月）
  - ジュロ・プツァル（Đuro Pucar、1948年9月 - 1953年3月）
- 行政委員会議長
  - ジュロ・プツァル（Đuro Pucar、1953年3月 - 1953年12月）
  - アヴド・フモ（Avdo Humo、1953年12月 - 1956年）
  - オスマン・カラベゴヴィッチ（Osman Karabegović、1956年 - 1963年）
  - ハサン・ブルキッチ（Hasan Brkić、1963年 - 1965年）
  - ルディ・コラク（Rudi Kolak、1965年 - 1967年）
  - ブランコ・ミクリッチ（Branko Mikulić、1967年 - 1969年）
  - ドラグティン・コサヴァツ（Dragutin Kosovac、1969年 - 1974年4月）
  - ミランコ・レノヴィツァ（Milanko Renovica、1974年 - 1982年4月28日）
  - セイド・マグライリヤ（Seid Maglajlija、1982年4月28日 - 1984年4月28日）
  - ゴイコ・ウビパリプ（Gojko Ubiparip、1984年4月28日 - 1986年4月）
  - ヨシプ・ロヴレノヴィッチ（Josip Lovrenović、1986年4月 - 1988年4月）
  - マルコ・ツェラニッチ（Marko Ceranić、1988年4月 - 1990年12月20日）

## マイノリティーの旗

?アルバニア人の旗
?イタリア人の旗
?ウクライナ系人・ルシン人の旗
?チェコスロバキア人の旗
?ドイツ人の旗
?トルコ人の旗
?ハンガリー人の旗
?ブルガリア人の旗